# Bacardi Cocktail
De Bacardi Cocktail is een cocktail uit de Shortdrinkklasse. Hij wordt gewoonlijk als aperitief gedronken.

## Ontstaan
De Bacardi Cocktail was oorspronkelijk gelijk aan de daiquiri; De Grenadineversie Bacardi Cocktail heeft zijn oorsprong in de Verenigde Staten, terwijl de daiquiri uit Cuba stamt.

## Eerste vermeldingen
- "Recipes for Mixed Drinks" by Hugo Ensslin, 1917
- "BACARDI Algunos De Sus Muchos Usos", 1930
- "Bacardi some of its many uses", 1937 (Engelse uitgave van bovenstaande)